# Alexander Wargon
Alexander Wargon (* 10. September 1926 in Warschau; † 6. Oktober 2010 in Sydney) war ein polnischstämmiger australischer Ingenieur und Hochschullehrer. Er gründete die Baugesellschaft zur Errichtung des Sydney Tower und war an über 4000 Bauprojekten beteiligt. Nach ihm wurde ein Ingenieurspreis benannt, den die University of New South Wales verleiht.

## Leben
Alexander Wargon war der Sohn von Mendel und Bluma Wargon. Die Familie kam im Warschauer Ghetto in Gefangenschaft, aus der Alexander Wargon im Alter von 16 Jahren die Flucht nach Palästina gelang. Dort erhielt er die Zulassung, die Ingenieurschule zu besuchen. Im Mai 1948, als der Staat Israel gegründet wurde, schloss die Schule und die Studenten wurden im Zuge der Mobilmachung in die Armee einberufen. Wargon wurde dem Korps zugeteilt, das Brücken und andere Verkehrsbauten errichtete. Nach Ende des Palästinakrieges schloss Wargon sein Studium mit Auszeichnung ab.
Vor seiner Übersiedlung nach Boston in die Vereinigten Staaten von Amerika heiratete er seine Frau, Hannah Waxman. 1954 beendete er eine weitere Ausbildung zum Bau von Hochhäusern und nahm eine führende Stelle in einem Tiefbauunternehmen an. Nach fünfjähriger Tätigkeit sah er für sich neue Möglichkeiten der Herausforderungen im australischen Sydney, wo er im März 1958 einwanderte.
In Sydney arbeitete er zunächst für das Büro Rankine and Hill und gründete später seine eigene Firma. Durch Expansionen ermutigt, schloss er sich mit Robert Chapman zu Wargon Chapman and Partners zusammen. Zusammen mit Donald Crone entwarf er den Centrepoint Tower, der später den Namen Sydney Tower erhielt. Zu seinen weiteren herausragenden Ingenieursleistungen zählt der Hafentunnel von Sydney. Darüber hinaus war Wargon auch als Dozent für Ingenieurbau und Architektur an der Sydney University und der University of New South Wales tätig.
Im Jahr 1991 verkaufte Wargon seine Firma, die fortan unter Hyder Consulting firmierte, gab seine Ingenieurstätigkeit auf, hielt aber noch weiter Vorlesungen an den beiden Universitäten.

## Publikationen
- Alexander Wargon: The Several Lives of Alex Wargon, Wild & Woolley, Sydney 1998.
- A. Wargon, E. Smith, A. Davids: Sydney Tower Design for Comfort and Strength, in:  National Structural Engineering Conference, 1990, ISBN 0-858255065.
- Alexander Wargon: Sydney Tower at Centrepoint (Australia), in: IBASE STRUCTURES C-34/85 (Telecommunication Towers), Mai 1985, S. 24–27, ISSN 0377-7286. (hier online)
- M. Shears: Discussion on Design and Construction of Sydney Tower by Alexander Wargon in: The Structural Engineer, Volume 62 (1984).